# Vânători (Galați)
Vânători è un comune della Romania di 4 468 abitanti, ubicato nel distretto di Galați, nella regione storica della Moldavia.
Il comune è formato dall'unione di 3 villaggi: Costi, Odaia Manolache, Vânători.